# Anna Kashfi
Anna Kashfi (Darjeeling, 30 de septiembre de 1934- Kalama, 21 de agosto de 2015) cuyo nombre verdadero era Joan O'Callaghan, fue una actriz Indo-británica.

## Biografía
Nació en Darjeeling,  en la India, de padres británicos (Phoebe Melinda y William Patrick O'Callaghan). 
Actuó en cine y televisión en fines de los 50 y hasta principios de los 60 con el nombre artístico de Anna Kashfi, simulando ser de etnia hindú para aumentar el interés de los productores hacia ella por su apariencia exótica.
Conoció en 1955 y contrajo matrimonio con Marlon Brando desde 1957 a 1959, fueron padres de Christian Devi Brando (1958–2008).

Anna Kashfi publicó unas memorias sobre su relación con Brando tituladas "Brando for Breakfast" en 1980.
Estuvo casada con James Hannaford desde 1974 a 1986.

## Filmografía
- 1956, La Montaña
- 1957, Himno de batalla
- 1958, Cowboy
- 1959, Night of the Quarter Moon

## Enalcs externos
- Wikimedia Commons alberga una categoría multimedia sobre Anna Kashfi.

- Datos: Q534436
- Multimedia: Anna Kashfi / Q534436